# Calascio
Calascio – miejscowość i gmina we Włoszech, w regionie Abruzja, w prowincji L’Aquila.
Według danych na rok 2004 gminę zamieszkiwało 150 osób, 3,8 os./km².